# 李興順
李興順（：／ I Heung-sun，1971年11月19日—），韓國前女子羽球運動員。

## 生平
李興順在1992年夏季奧運會羽球比賽女子單打項目中排名第五。前一年，她曾參加過印尼羽球公開賽和泰國羽球公開賽決賽。 
她代表韓國參加1988年優霸盃。在對陣中國的決賽中，她出賽第三單打，以7:15、5:15輸給辜家明。最終韓國隊以0-5落敗而獲得亞軍。